# Annaphila astrologa
Annaphila astrologa là một loài bướm đêm trong họ Noctuidae.